# Himmelssee
| Chinesische Bezeichnung   | Chinesische Bezeichnung |
| ------------------------- | ----------------------- |
| Traditionell:             | 天池                    |
| Vereinfacht:              | 天池                    |
| Pinyin:                   | Tiān Chí                |
| Wade-Giles:               |                         |
| Koreanische Bezeichnung   |                         |
| koreanisches Alphabet:    | 천지                    |
| chinesische Zeichen:      | 天池                    |
| Revidierte Romanisierung: | Chonji                  |
| McCune-Reischauer:        | Ch’ŏnji                 |

Der Himmelssee (Changbaishan Tianchi) ist ein Kratersee im Changbai-Gebirge an der Grenze zwischen der Volksrepublik China und Nordkorea.

## Geographie
Er liegt an der Grenze zwischen der chinesischen Provinz Jilin und der nordkoreanischen Provinz Ryanggang-do. Auf chinesischer Seite gehört er zum Gebiet des Kreises Fusong der bezirksfreien Stadt Baishan.
Der See liegt in einer Gipfelcaldera des aktiven Vulkans Baitoushan (Paektusan), zu Ausbrüchen aus den Jahren 1597, 1668 und 1702 siehe dort. Der See liegt auf einer Höhe von 2.189 m. Es ist einer der höchsten, größten und tiefsten Kraterseen der Welt. Seine Fläche beträgt 9,82 km², er ist maximal 384 m tief. Die durchschnittliche Tiefe beträgt 213 Meter, das entspricht einem Volumen von knapp 2,1 km³. Obwohl der See von zwei heißen Quellen gespeist wird, ist er aufgrund der Höhe einer der kältesten Seen der Welt.
Eine Umrundung des Sees zu Fuß am Ufer entlang benötigt rund 12–14 km Wegstrecke.

## Panorama

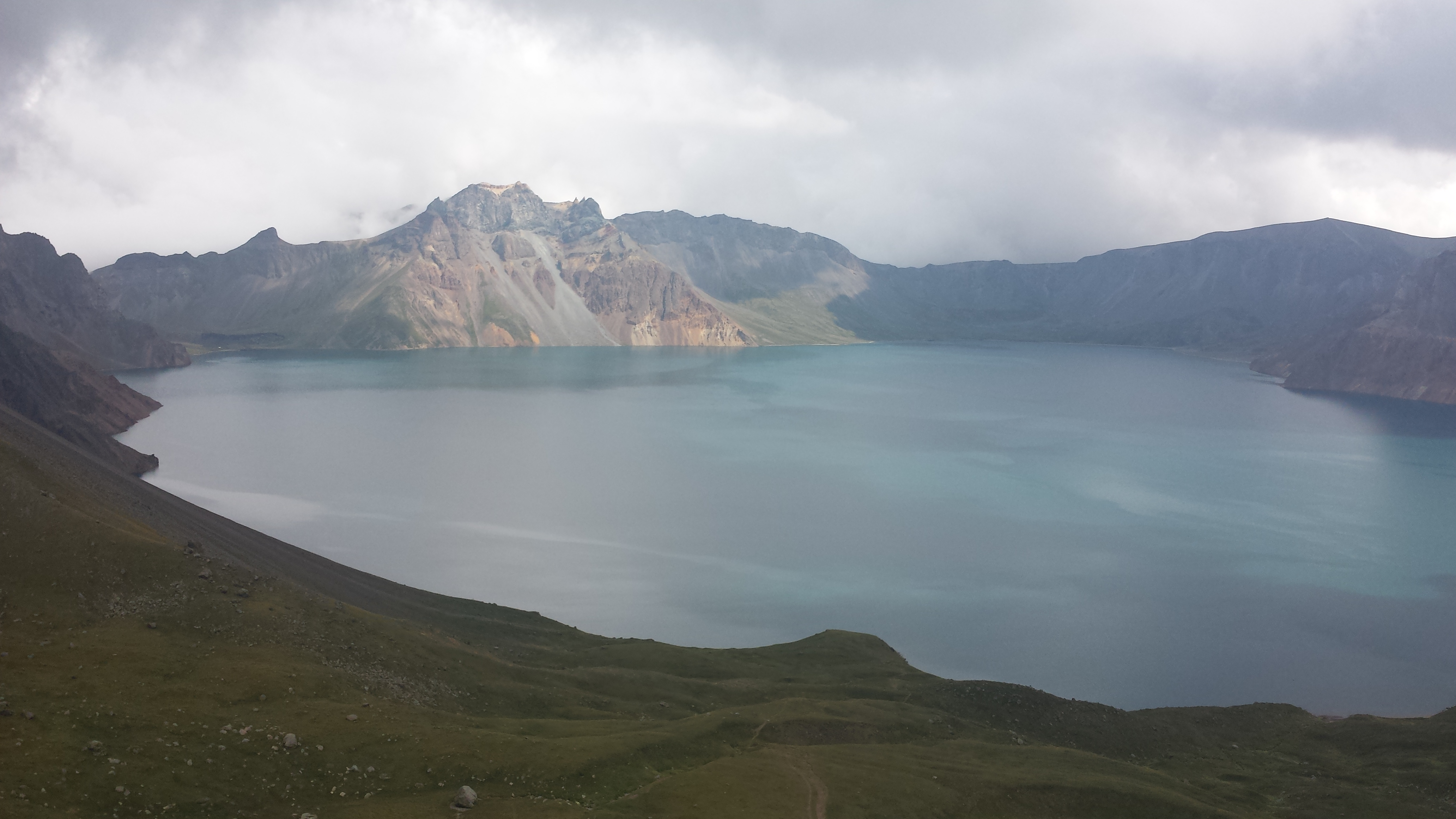
Changbaishan Tianchi bei bewölktem Wetter